# Mali Golak
Mali Golak – najwyższy szczyt w grupie Golaków, jak i całego Lasu Trnovskiego (Trnovskiego Gozdu), położonego w Słowenii pasma należącego do Gór Dynarskich. Nazwę otrzymał nie dlatego, że był najmniejszy, ale dlatego, że miał najmniejszą halę. Na mapach doszło do błędu i zamiast Malego Golaka jest napisane Veliki Golak. 

## Opis
Golaki rozciągają się w najwyższej części Lasu Trnovkiego z jedną z największych depresji lodowcowo-krasowych. 
Szczyty grupy Golaków (Veliki – 1480 m, Srednji – 1479, Mali – 1495 m) są najwyższymi w Krasie zachodnim i wnzoszą się ponad granicę lasu, co jest rzadkością w słoweńskich Górach Dynarskich.
W okresie plejstocenu Golaki były pokryte grubą warstwą lodowca.
Są porośnięte kosodrzewiną i na mniejszych obszarach roślinnością alpejską. Wysokogórskie i podalpejskie buczyny na północnym stoku Golaków wykazują w niektórych miejscach całkowicie dziewiczą strukturę lasu. Liczne zwierzęta, między innymi zagrożone, jak głuszce, zamieszkują te lasy. Rezerwat przyrody jest chroniony Dekretem o uznaniu dziedzictwa kulturowego i historycznego i zjawisk przyrodniczych na obszarze gminy Ajdovščina (Dziennik Urzędowy nr 4/87).
Główny obszar jest chroniony jako rezerwat leśny (1981).
Odwiedzających prosi się o poruszanie się znakowanymi szlakami.
Ze szczytu jest dobry widok na prawie całą Słowenię. Dobrze widać Triglav i dużą część Alp Julijskich; także Karawanki i Alpy Kamnickie. Pod szczytem zaś Przymorze ze swoim morzem.